# 卡諾比奧

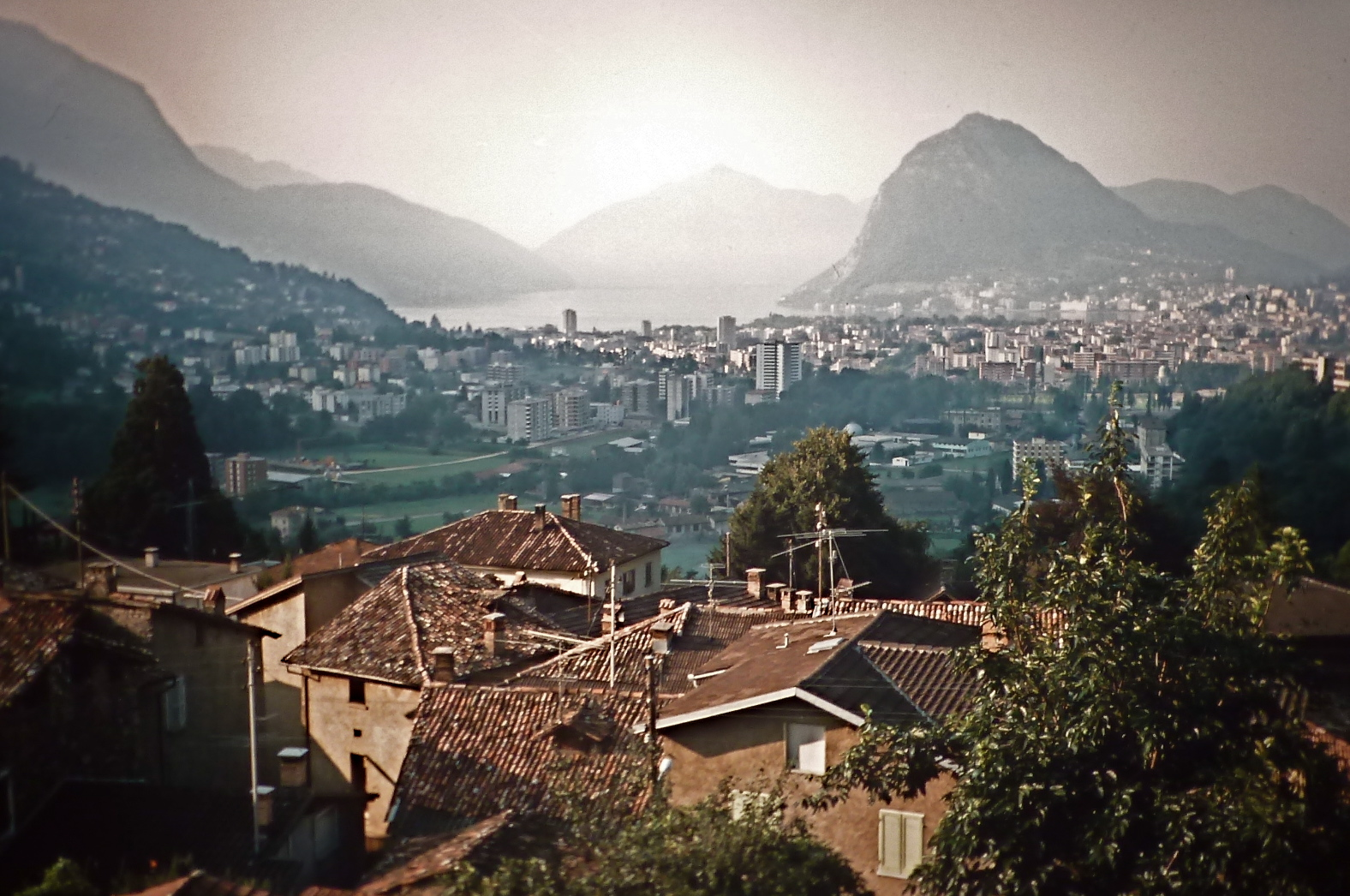

卡諾比奧是瑞士的城鎮，位於該國南部，由提契諾州負責管轄，面積1.3平方公里，海拔高度405米，2011年人口1,947，八成人口信奉羅馬天主教，人口密度每平方公里1498人。

## 外部連結
- http://www.canobbio.ch （页面存档备份，存于） （意大利文）